# Carl Duncker
Pour les articles homonymes, voir Duncker.
Leopold August Emil Carl Duncker (né en 1808 à Königsberg, mort le 27 octobre 1868 à Berlin) est un peintre allemand.

## Biographie

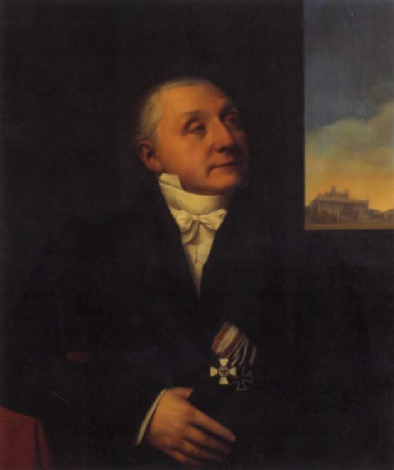
Portrait de Johann Friedrich Leopold Duncker, son père.

Carl Duncker es le fils de l'homme politique et écrivain Johann Friedrich Leopold Duncker (de).
Duncker étudie dans l'atelier de Wilhelm von Schadow à Berlin. Lorsqu'il est appelé à Düsseldorf en 1826, il s'installe dans l'atelier de Karl Wilhelm Wach. Il suit plus tard son maître Schadow à Düsseldorf, où il vit jusqu'au milieu des années 1830. Comme son condisciple, le peintre Joseph Wilms, Carl Duncker est sourd. En 1834, Duncker est étudiant dans la classe de Schadow à l'académie des beaux-arts de Düsseldorf. Vers 1838, il séjourne à Rome, plus tard il s'installe à Berlin.
Duncker fait ses débuts à l'exposition de l'Académie de Berlin en 1826, où il expose régulièrement entre 1832 et 1840. En 1829, il remporte le premier prix à l'exposition de l'Académie de Berlin et reçoit une médaille. En 1841-1842, il expose également à la Royal Academy of Arts de Londres.
Le 2 janvier 1839, il épouse l'Anglaise Chatrina Marie Lardner (née en 1806, morte le 8 décembre 1847 à Exeter), qui vit à Düsseldorf. Le mariage a lieu au Palais Königsmarck (de) au Mauerstraße (de) 36 à Berlin. Fille du couple, Leona Chatrina (vers 1845-1912), se marie le 5 janvier 1866 à Exeter avec Lascelles Martin Denys Esq.
Carl Duncker meurt le 27 octobre 1868 des suites d'une longue maladie au 101 Lindenstrasse (de) à Berlin.